# Brett Pesce
Brett Pesce (* 15. November 1994 in Tarrytown, New York) ist ein US-amerikanischer Eishockeyspieler, der seit Juli 2024 bei den New Jersey Devils in der National Hockey League unter Vertrag steht. Zuvor verbrachte er neun Jahre bei den Carolina Hurricanes.

## Karriere

### Jugend und Universität
Brett Pesce wuchs in einer Eishockey-Familie auf, so gingen seine beiden Brüder im Juniorenbereich ebenfalls dem Sport nach, während sein Vater in seiner Freizeit als Trainer aktiv war. In seiner Jugend spielte Pesce für die North Jersey Avalanche sowie die New Jersey Hitmen, wobei er parallel dazu in der Saison 2011/12 auch wenige Spiele für das USA Hockey National Team Development Program absolvierte, die zentrale Talenteschmiede des US-amerikanischen Eishockeyverbandes. In diesem Zusammenhang hatte er bereits im August 2011 am Ivan Hlinka Memorial Tournament teilgenommen und dort mit der Mannschaft den fünften Platz belegt.
Im Sommer 2012 schrieb sich Pesce an der University of New Hampshire ein, begann dort ein Studium der Wirtschaftswissenschaft und spielte parallel für das Team der Universität, die New Hampshire Wildcats, in der National Collegiate Athletic Association (NCAA). Als Freshman kam der Verteidiger auf sechs Scorerpunkte in 38 Spielen und wurde vom Central Scouting Service der National Hockey League (NHL) an 40. Position der nordamerikanischen Feldspieler für den anstehenden NHL Entry Draft 2013 eingeschätzt, in dem er in der Folge an 66. Stelle von den Carolina Hurricanes ausgewählt wurde. Vorerst blieb Pesce jedoch an der University of New Hampshire und steigerte seine persönliche Statistik in den kommenden zwei Jahren auf 21 bzw. 16 Scorerpunkte.

### Carolina Hurricanes
Nach der College-Saison 2014/15 unterzeichnete Pesce im März 2015 einen Einstiegsvertrag bei den Carolina Hurricanes, die ihn anschließend für vier Spiele zu ihrem Farmteam, den Charlotte Checkers, in die American Hockey League (AHL) schickten. Die Spielzeit 2015/16 begann der Verteidiger ebenfalls in Charlotte, wurde jedoch aufgrund von Verletzungen bereits nach drei Spielen ins NHL-Aufgebot berufen und etablierte sich dort, indem er bis zum Saisonende auf 69 Einsätze kam.
Im August 2017 unterzeichnete Pesce einen neuen Sechsjahresvertrag bei den Hurricanes, der ihm ein durchschnittliches Jahresgehalt von ca. vier Millionen US-Dollar einbringen soll. Diesen erfüllte er und wechselte anschließend im Juli 2024 als Free Agent zu den New Jersey Devils, wo er einen neuen Sechsjahresvertrag mit einem Jahresgehalt von 5,5 Millionen US-Dollar unterzeichnete. Er verließ die Hurricanes somit nach neun Jahren, wobei er mit 627 Einsätzen auf seiner Position in der Franchise-Geschichte zu diesem Zeitpunkt nur von Glen Wesley und Jaccob Slavin übertroffen wurde.

## Karrierestatistik
Stand: Ende der Saison 2024/25

### International
Vertrat die USA bei:
- Ivan Hlinka Memorial Tournament 2011

(Legende zur Spielerstatistik: Sp oder GP = absolvierte Spiele; T oder G = erzielte Tore; V oder A = erzielte Assists; Pkt oder Pts = erzielte Scorerpunkte; SM oder PIM = erhaltene Strafminuten; +/− = Plus/Minus-Bilanz; PP = erzielte Überzahltore; SH = erzielte Unterzahltore; GW = erzielte Siegtore; 1 Play-downs/Relegation; Kursiv: Statistik nicht vollständig)